# 이양기
이양기(李陽基, 1981년 1월 31일 ~ )는 전 KBO 리그 한화 이글스의 외야수이자, 현재 동산고등학교 야구부 감독이다.

## 선수 시절

### 아마추어 시절
인천 출신으로 상인천초등학교와 동인천중학교를 거쳐 동산고등학교에 입학했다. 1999년 한화 이글스의 2차 12순위 지명을 받았으나, 탐라대학교에 진학한다.

### 한화 이글스시절
탐라대학교 졸업 후 입단했다. 주로 2군에서 활동했고 1군에 오르지 못했다.

### 상무 야구단시절
2006년 시즌 후 입대해 병역을 마쳤다.

### 한화 이글스복귀
2009년에 제대한 후 2010년부터 간헐적인 출장 기회를 얻기 시작했고, 2011년 시즌 초에는 좌완 투수 전문 대타로 활약하다가 좋은 활약을 보여, 좌우 투수를 가리지 않고 대타로 출장했다.
그가 맹타를 휘두르는 경기가 끝나면 '오늘은 농업 혁명의 날'이라는 말이 나왔다.
2011년 시즌 93경기에 출장해 1군에서 가장 많은 경기를 소화하고 타점도 많이 올렸다.
2013년은 그에게는 최고의 해였다. 안타, 홈런, 타점, 타율 모두 2011년보다 커리어 하이를 기록했으며, 김태균이 빠진 1루수를 맡기도 했다. 이에 야구 팬들은 '그의 인생역전'이라는 호칭을 붙여줬고, 김응용이 감독이었을 때 최고 작품으로 선정됐다. 하지만 2015년 12월에 이동걸, 허유강, 오윤 등의 선수들과 같이 보류선수 명단에서 제외됐고 구단과 육성선수 계약을 했다.
2016년 9월 13일 697일만에 복귀해 삼성과의 연장전에서 싹쓸이 3타점으로 역전승에 기여했다. 2017년 6월 21일에 방출됐다.

## 야구선수 은퇴 후
2018년부터 2020년까지 한화 이글스의 타격보조코치로 활동했다.
2021년 말 팀 내부 잡음으로 말썽이 많았던 모교 동산고등학교의 야구부 감독으로 부임했다.

## 별명
- 그의 이름과 모내기 때 사용하는 농기계인 이앙기와 발음이 비슷해서 '농기계'라고 불린다.[4] 2011년에는 대타로 대활약을 펼치며 '농판왕'이라고 불린다.

## 응원가
- 그의 별명 때문에 등장 음악은 MBC의 대표적인 농촌 드라마였던 전원일기의 테마 송이었다. 이로 인해 관중들에게 큰 사랑을 받았으며, 응원가는 박상민의 <청바지 아가씨>를 개사해 사용했다.

## 출신 학교
- 상인천초등학교
- 동인천중학교
- 동산고등학교
- 탐라대학교

## 통산 기록
| 연도 | 팀명   | 타율  | 경기 | 타수 | 득점 | 안타 | 2루타 | 3루타 | 홈런 | 타점 | 도루 | 도실 | 볼넷 | 사구 | 삼진 | 병살 | 실책 |
| ---- | ------ | ----- | ---- | ---- | ---- | ---- | ----- | ----- | ---- | ---- | ---- | ---- | ---- | ---- | ---- | ---- | ---- |
| 2003 | 한화   | 0.000 | 1    | 1    | 0    | 0    | 0     | 0     | 0    | 0    | 0    | 0    | 0    | 0    | 1    | 0    | 0    |
| 2004 | 한화   | 0.000 | 10   | 10   | 0    | 0    | 0     | 0     | 0    | 0    | 0    | 0    | 1    | 0    | 4    | 2    | 0    |
| 2005 | 한화   | 0.455 | 10   | 11   | 5    | 5    | 0     | 0     | 1    | 1    | 0    | 0    | 1    | 0    | 1    | 1    | 0    |
| 2009 | 한화   | 0.095 | 15   | 21   | 1    | 2    | 0     | 0     | 0    | 0    | 0    | 0    | 2    | 0    | 6    | 2    | 0    |
| 2010 | 한화   | 0.136 | 27   | 44   | 4    | 6    | 1     | 0     | 1    | 3    | 3    | 0    | 7    | 5    | 10   | 1    | 1    |
| 2011 | 한화   | 0.279 | 93   | 147  | 9    | 41   | 13    | 0     | 0    | 17   | 3    | 0    | 9    | 6    | 31   | 5    | 1    |
| 2012 | 한화   | 0.224 | 35   | 49   | 8    | 11   | 2     | 0     | 0    | 6    | 0    | 0    | 2    | 3    | 11   | 1    | 0    |
| 2013 | 한화   | 0.308 | 56   | 185  | 16   | 57   | 8     | 1     | 3    | 30   | 0    | 0    | 17   | 5    | 25   | 10   | 2    |
| 2014 | 한화   | 0.264 | 45   | 125  | 13   | 33   | 5     | 0     | 0    | 6    | 1    | 0    | 10   | 2    | 19   | 3    | 0    |
| 2016 | 한화   | 0.288 | 17   | 52   | 5    | 15   | 2     | 0     | 1    | 9    | 0    | 0    | 2    | 2    | 8    | 6    | 1    |
| 통산 | 10시즌 | 0.000 | 309  | 645  | 61   | 170  | 31    | 1     | 6    | 72   | 7    | 0    | 51   | 23   | 116  | 31   | 5    |